# Pantáculo
Pantáculos são todos os símbolos que possuem um significado de natureza mágica ou esotérica. Não confundir com pentáculos que possuem um significado mais restrito. Os ocultistas consideram como pentáculos apenas a estrela de cinco pontas, chamada de Pentagrama, e o Tetragrammaton, desde que devidamente envolvidos com um círculo.
Os pantáculos quando gravados em um talismã, dão a este uma suposta capacidade de irradiar as forças do Cosmos, atribuindo-lhe um aspecto ativo, diferentemente do amuleto e do simples talismã.
A palavra Pantáculo, de origem grega, é composta por pan-, que significa "tudo", e -kleo, que significa "honra", ou mesmo, "renome".

## Características
Segundo os ocultistas, os pantáculos são fontes inesgotáveis de energias e forças que encerram incalculáveis poderes dentro de si. Existem diversos tipos pantáculos criados por diversos iniciados de vários graus em diferentes épocas. 
Um exemplo são os pantáculos do rei Salomão, filho de Davi. Outros são confeccionados contendo Quadrados mágicos associados a Planetas, a fim de obter destas os influxos astrais a favor da intenção do seu detentor. Alguns pantáculos seriam mais fortes que outros, razão a qual justificada pela intromissão e evasão psicológica humana sobre os mesmos mas todos harmonizam-se entre si por ter sua criação uma origem perfeita das divinas capas celestiais onde a lei maior da natureza organiza tudo e todos no tempo e espaço.
O pantáculo funcionaria conforme a vontade impressa do mago, operador, fiel ou adepto de uma religião, seita ou ordem que sobre a jóia grava a intenção que tem a vontade maior consumida em objetivos próprios e regulamentada pelos direitos universais. A autoridade e autorização é uma relação dua como entre filho e pai, chefe e subordinado, comandante e comandado, governador e governado.
Os pantáculos seriam armas brancas vinculadas à proteção (pessoal e impessoal), saúde, prosperidade financeira, sorte e probabidade, tempo e espaço, relações sociais e muito mais.
Os pantáculos pertencem à classe da Alta Magia ou Teurgia com forças terríveis e extremamente fortes de inclusão, exclusão ou ajuntamento de raças para o bem comum duma coletividade. Simboliza portanto tudo o que o mago acredita, seus ideais e passos dados no caminho iniciático, além dos passos que pretende dar, é portanto um guia para o mago e representação de suas intenções, e um juramento consigo mesmo.